# Conseil européen des 22 et 23 mars 2018
La réunion du Conseil européen des 22 et 23 mars 2018 est principalement consacrée aux affaires économiques, et notamment au commerce ainsi qu'à des questions urgentes concernant notamment la fiscalité, les Balkans occidentaux, la Turquie et la Russie.
Dans une configuration à vingt-sept, sans le Royaume-Uni, les dirigeants de l'UE font le point sur les négociations relatives au Brexit.
Enfin, dans le cadre du sommet de la zone euro, ses dix-neuf membres traitent du développement à long terme de l'Union économique et monétaire, y compris de propositions plus ambitieuses dans le domaine budgétaire et économique.

## Conclusions du Conseil
Le Conseil européen a adopté des conclusions sur l'emploi, la croissance et la compétitivité, ainsi que sur l'accord de Paris sur le climat, l'Europe numérique, les Balkans occidentaux, les actions de la Turquie en Méditerranée orientale et en mer Égée et l'attaque de Salisbury.
Plusieurs des propositions de long terme poussées par la France font l'objet de discussions préliminaires durant ce sommet, concernant en particulier l'euro zone ou la taxe fiscale (GAFA), en vue d'éventuelles décisions d'ici la fin de l'année 2018.

### Emploi, croissance et compétitivité
Concernant le marché unique européen, le Conseil réaffirme son « objectif qu'aboutisse avant la fin du cycle législatif actuel (2014-2019) la mise en application complète de la stratégie pour le marché unique, de la stratégie pour un marché unique numérique, du plan d'action pour une union des marchés des capitaux et de l'union de l'énergie ».
En matière de commerce international et de libre-échange, le Conseil « réaffirme son attachement à un système commercial multilatéral ouvert et fondé sur des règles, dans lequel l'OMC occupe une place centrale, fort de sa conviction que le commerce libre et équitable constitue l'un des moteurs les plus puissants de la croissance, assurant des millions d'emplois et contribuant à la prospérité ».
Pour ce qui est de la politique sociale de l'Union européenne, le Conseil rappelle que « la réalisation des objectifs du socle européen des droits sociaux constitue un engagement et une responsabilité politiques partagés de l'UE et de ses États membres ».

### Attaque de Salisbury (ou affaire Skripal)
Ce sujet se réfère à l'empoisonnement de Sergueï Skripal au Royaume-Uni en mars 2018 pour lequel le gouvernement britannique rend responsable la Russie. Le Conseil européen « condamne avec la plus grande fermeté l'attaque commise récemment à Salisbury » et « souscrit à l'analyse du gouvernement du Royaume-Uni selon laquelle il est hautement probable que la fédération de Russie soit responsable de cet acte ». Londres obtient ainsi le soutien escompté de l'UE qui rappelle son ambassadeur à Moscou « pour consultation ».

### Balkans occidentaux
Le sommet UE-Balkans occidentaux du 17 mai 2018 sera pour les dirigeants européens l'occasion d'approfondir les relations. De plus, la question de l'élargissement sera examinée au prochain Conseil européen de juin 2018.
Le sommet UE-Balkans occidentaux réunira les chefs d'État ou de gouvernement des États membres de l'UE et les dirigeants des 6 partenaires des Balkans occidentaux: l'Albanie, la Bosnie-Herzégovine, la Serbie, le Monténégro, l'ancienne République yougoslave de Macédoine et le Kosovo.

## Conseil européen à vingt-sept (article 50) du 23 mars - Brexit
Les vingt-sept chefs d'Etat et de gouvernement ont adopté les lignes directrices qui vont guider les négociateurs européens dans la  discussion avec le Royaume-Uni sur le cadre de la future relation à l'issue de la phase de transition qui doit s'achever le 31 décembre 2020. Ce second round de discussions couvrira notamment la coopération commerciale et la coopération économique, la sécurité et la défense. Cependant, les dirigeants de l'UE à 27 ont noté que les positions actuelles du Royaume-Uni « limitent l'ampleur d'un tel partenariat futur » et qu'aucune solution n'est encore en vue concernant l'Irlande du Nord,,.
L'accord, trouvé le 19 mars dernier, de « transition » entre le Brexit effectif, le 30 mars 2019, et la fin de l’année 2020, a débloqué cette nouvelle étape de négociations. En préparation au Conseil européen, cet accord a été examiné le 20 mars 2018 par le Conseil des affaires générales de l'UE réuni à vingt-sept (article 50).

## Sommet de la zone euro
L'Eurogroupe s'est réuni le 12 mars pour préparer ce sommet de la zone euro qui consiste en un échange de vues sur les réformes à long terme de l'Union économique et monétaire, sans conclusion écrite dans la perspective que des décisions puissent être prises lors du prochain sommet en juin 2018. Les principaux thèmes abordés sont :
- Capacité budgétaire : Y a-t-il lieu de créer une capacité budgétaire pour la zone euro? Quelles en seraient les principales  finalités (par exemple, stabilisation macroéconomique, soutien à l’investissement et à l’emploi, promotion de réformes structurelles)? Devrait-elle faire partie intégrante du budget de l’UE ou constituer un instrument hors budget?
- Encourager une bonne élaboration des politiques : Faudrait-il faire davantage au niveau européen pour favoriser des réformes structurelles propices à la croissance et à la compétitivité, réduire les déséquilibres et assurer une convergence soutenue? Faudrait-il faire davantage pour assurer la responsabilité budgétaire? Quels seraient les instruments à mettre en œuvre à cet effet?

## Sources